# Bullenhuus
Bullenhuus (en alemany Bullenhausen) és un antic municipi independent de la Baixa Saxònia al districte d'Harburg a Baixa Saxònia a Alemanya que fa fusionar l'1 de juliol de 1972 amb Seevetal. El 30 de juny de 2011 tenia 1272 habitants. Es troba a cavall entre la vall de l'Elba i el geest.

## Lloc d'interès
- El port esportiu